# Fanny Kemble
Pour les articles homonymes, voir Kemble.
Frances Anne "Fanny" Kemble, née le 27 novembre 1809 à Londres et morte le 15 janvier 1893 également à Londres, est une poète, dramaturge, diariste, mémorialiste et actrice britannique et connue pour ses opinions condamnant l’esclavage aux États-Unis. 
Issue d’une famille d'acteurs de théâtre renommée, elle rencontre d'abord le succès à Londres avant d'épouser en 1834 un riche héritier du sud des États-Unis, Pierce Butler (1806-1867), au terme d’une tournée américaine triomphale. Son mari tente de restreindre ses opinions antiesclavagistes qu'elle affiche ouvertement en public. Son opposition notoire à l'esclavage provoque un conflit aboutissant à un divorce conflituel. Seule, Fanny Kemble retourne en Angleterre, elle remonte sur scène puis déclame des tirades de Shakespeare dans des salons privés ou au sein de salles de spectacles.
Fruits de son expérience américaine, son Journal (1835) et son Journal of a Residence on a Georgian Plantation in 1838-1839 (1863), publié en Angleterre après qu’elle ait quitté les États-Unis au début de la guerre de Sécession, remportent des succès de librairie, qui restent aujourd’hui encore des sources précieuses sur la vie des plantations dans le Sud.

## Biographie

### Jeunesse et formation

#### Une famille d'acteurs

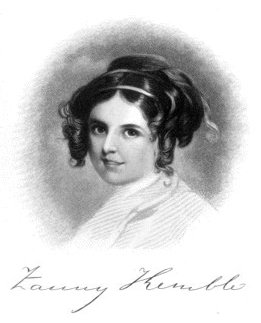
Fanny Kemble dans ses jeunes années.

Fanny Kemble est née dans la Newman Street (en) de Londres, à proximité du quartier de Covent Garden dans une des familles d'acteurs les plus prestigieuses que compte l'Angleterre de son temps. Elle est la seconde des quatre enfants de Charles Kemble (1775-1854), copropriétaire du Covent Garden Theater devenu le Royal Opera House et codirecteur de la troupe de théâtre du Covent Garden Theater, neveu de la tragédienne Sarah Kemble Siddons surnommé la « Muse de la tragédie » et de sa mère Maria Theresa Kemble (en) (1777-1838), née Marie Thérèse de Camp, la fille d'un capitaine de l'armée française et d'une femme ordinaire des Alpes suisses.  La dynastie Kemble (théâtre) (en) est qualifiée par l'historienne du théâtre Mary M. Turner de « famille d'acteurs de théâtre la plus prestigieuse que l'Angleterre n'a jamais produite ! »,,,.

#### Formation

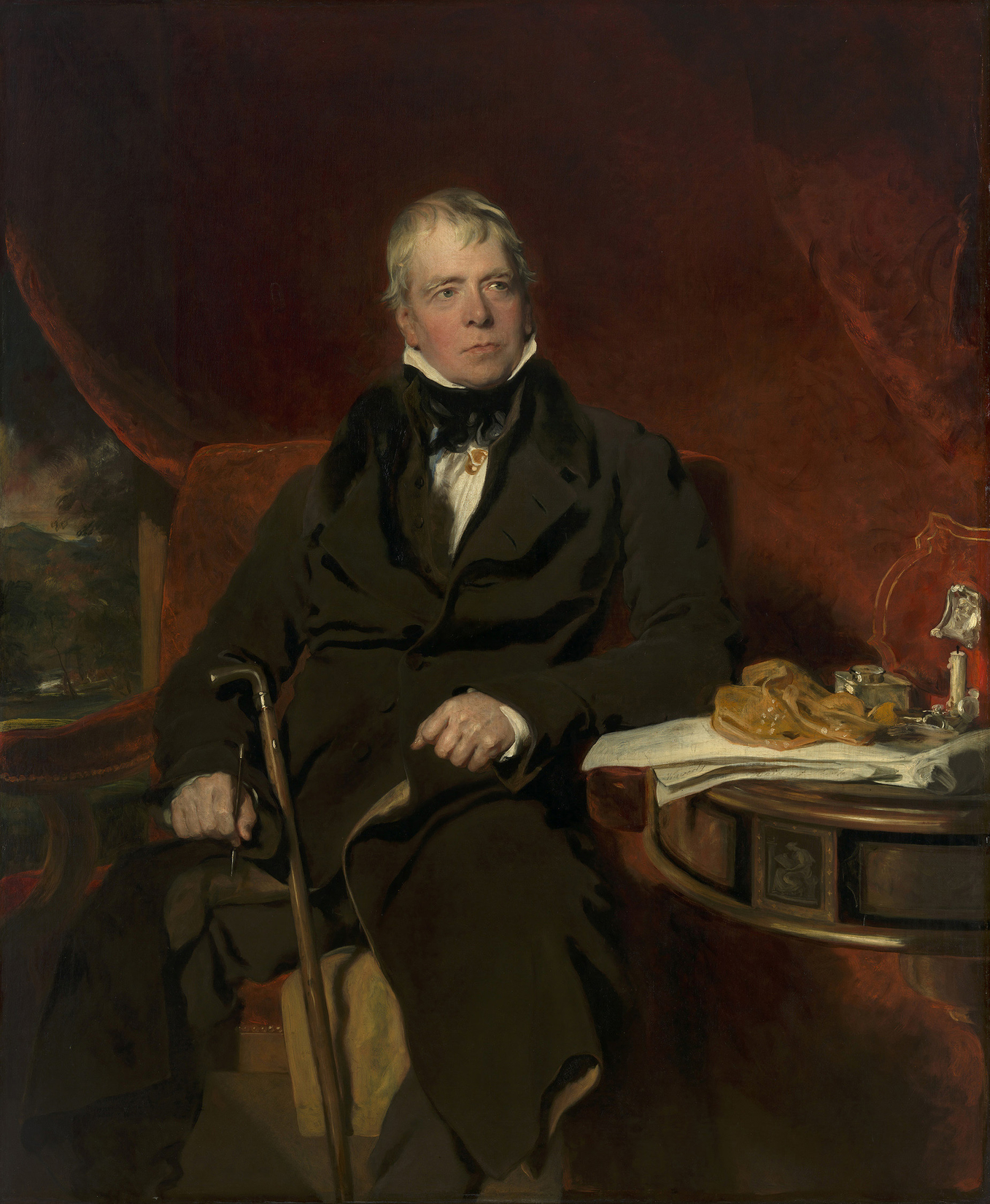
Portrait de Sir Walter Scott par le peintre Sir Thomas Lawrence.

Fanny Kemble reçoit une formation littéraire et artistique semblable à celle d'une jeune lady. Elle commence un parcours scolaire dès l'âge de ses cinq ans à Bath, dans un établissement dirigé par une de ses tantes, puis dans une école française à Boulogne. À ses 12 ans, elle intègre un pensionnat parisien prestigieux fréquenté auparavant par Mary Russell Mitford ou lady Caroline Lamb ; elle y apprend le français, l'allemand, l'italien, le chant. Elle découvre la poésie de lord Byron. Comme de nombreuses jeunes filles de son temps, elle est imprégnée du romantisme britannique et elle est fière d'avoir pu rencontrer Sir Walter Scott,. 

### Carrière

#### L'actrice de théâtre

##### Un succès inattendu
Sa scolarité achevée, Fanny Kemble âgée de 15 ans retourne Angleterre. Peu à peu, la fortune de sa famille s’amenuise, elle atteint un pic en 1829. Cette crise financière est due à une baisse de fréquentation du Covent Garden, son père Charles Kemble est au bord de la faillite. Jouant le tout pour le tout, il met tous ses espoirs dans une mise en scène de la tragédie Roméo et Juliette de William Shakespeare, avec sa fille Fanny dans le rôle de Juliette Capulet, son épouse dans le rôle de Lady Capulet et lui-même dans le rôle de Mercutio. La première se tient le 5 octobre 1829,. 
Fanny Kemble fait sensation dès sa première apparition dans le rôle de Juliette Capulet dans Roméo et Juliette de , le 26 octobre 1829 au Covent Garden. Elle devint rapidement la coqueluche de la scène londonienne, s'illustrant dans la plupart des grands rôles féminins du répertoire shakespearien, comme celui de Portia (Le marchand de Venise) (en) du Le Marchand de Venise, Beatrice (Beaucoup de bruit pour rien) (en), et plus généralement du répertoire théâtral de son temps, comme celui de Lady Teazle de L'École de la médisance de Sheridan. James Sheridan Knowles écrivit tout spécialement pour elle un rôle sur mesure, celui de Julia dans The Hunchback. Aux yeux des critiques, elle combinait « la technique majestueuse de son père avec le sentiment passionné de sa mère » (her father’s stately technique with her mother’s passionate feeling), empruntant au premier « sa voix profonde et sonore » et à la seconde ses « grands yeux noirs hypnotiques »,,. 
Elle publia son premier roman Frances I, qui devint une pièce de théâtre montée pour la première fois avec succès en 1832. Cette ascension soudaine et les déboires financiers persistants de sa famille la poussèrent à accepter une tournée aux États-Unis, alors en pleine vogue shakespearienne. En 1832, elle incarna Bianca dans Fazio à New York City devant un public « ému, étonné et ravi ». Ses prestations lui valurent d'être considérée comme la première grande actrice à se produire devant le public américain qui lui donna le surnom de « Reine de la Tragédie ». Parmi ses admirateurs figure le poète Walt Whitman qui mentionne sa prestation dans son Leaves of Grass. Après sa prestation inaugurale à New York, elle se produisit à Philadelphie où elle fut immédiatement remarquée par Pierce Butler, un gentleman bien né du sud du pays, qui, séduit par son apparition sur scène, la poursuivit de ses assiduités et s'imposa comme le véritable régisseur de son voyage, en mettant tout en œuvre pour rendre son séjour américain agréable,,.

#### La confrontation à l'esclavage
En 1834, mettant de côté les doutes qu'elle éprouvait sur sa capacité à se plier aux contraintes d'une vie maritale, elle céda aux avances de Butler et se retira de la scène pour épouser son prétendant à Philadelphie. Petit-fils du père fondateur Pierce Butler, son mari était l’héritier d’une fortune fondée sur le coton, le tabac, le riz et donc sur l’esclavage dont son grand-père s'était fait le farouche défenseur au moment de l'indépendance du pays. Deux filles naquirent rapidement de cette union :  Sarah Butler Wister et Frances Butler Leigh. 
Kemble mit à profit le temps qu'elle passait éloignée de la scène pour mettre sur le papier ses observations sur son expérience américaine, genre auquel s'était essayée avec succès trois ans plus tôt Frances Trollope avec The Domestic Manners of the Americans (1832). Ce projet fut un premier sujet de discorde pour le jeune couple, Butler estimant qu'une femme mariée, qui plus est une lady de l'aristocratie du sud, ne devait pas exercer d'activités publiques, sous peine de se montrer inconvenante. L'écriture, et surtout la publication de récits personnels ou fictionnels comptaient au nombre des activités proscrites par le nouveau statut de sa jeune épouse. Se heurtant à la volonté farouche de sa femme de voir son journal publié, il tenta, sans plus de succès, de racheter pour 2 500 dollars l'ouvrage à son éditeur, avant qu'il ne parût en 1835. Ce Journal of Frances Anne Butler (2 vols., 1835), sans être aussi acerbe que celui de Trollope, n'était pas sans révéler une certaine condescendance vis-à-vis des mœurs américaines, lesquelles restaient marquées pour la jeune femme par leur provincialisme,,.
L'esclavage, dont les revenus du couple dépendirent directement après que Butler eut hérité des plantations de son père à la mort de celui-ci, devint un autre casus belli. Gagnée à la cause abolitionniste, sous l'influence du pasteur unitarien William Ellery Channing, Fanny Kemble tint à accompagner son mari en Géorgie lorsqu'il dut prendre en charge la gestion de ces nouvelles terres. De ce séjour de 18 mois, elle tira un nouveau récit, intitulé Residence of a Georgian Plantation in 1838-1839, qui déclencha la fureur de son mari. Il parvint cette fois-ci à repousser sa publication puisque Kemble ne publia son journal qu'en 1863 en Angleterre, alors que le divorce avait été prononcé depuis plusieurs années. Après son séjour géorgien, désireuse de prendre quelques distances, Kemble regagna l'Angleterre, bientôt rejointe par son mari. Pendant deux ans et demi la crise qui avait secoué le couple sembla éteinte mais les difficultés refirent surface à leur retour aux États-Unis en 1843. Butler tentait toujours de régir la vie de sa femme, utilisant leurs deux filles, qu'il menaçait de lui enlever, pour contenir ses désirs de remonter sur scène ou d'exprimer publiquement de ses sentiments antiesclavagistes. Le mari tenta ensuite de priver sa femme de ses longues randonnées à cheval, qu'il assimilait à des tentatives pour échapper temporairement et symboliquement aux contraintes de la vie maritale, en vendant son cheval. Cette dernière répondit dans la foulée en publiant une série de poèmes dont elle tira les bénéfices nécessaires au rachat de sa monture,,,
L'épisode marqua une rupture qui devait s'avérer définitive. À la suite de ce premier bras de fer, Butler limita drastiquement la possibilité pour sa femme de voir ses enfants, qui vivait pourtant sous le même toit qu'elle. Elle repoussa fermement l'offre écrite de réconciliation, subordonnée à une promesse de soumission, qu'il lui présenta en ces termes : « Si vous contrôlez votre tempérament irritable, et si vous consentez à soumettre votre volonté à la mienne, nous pourrions nous réconcilier et être heureux ». Elle regagna à nouveau l'Angleterre, où elle tenta sans grand succès un retour à la scène, sévèrement jugé par la critique, qui retrouvait une actrice dont le jeu, estimait-elle, était désormais gâté par des « sentiments américains exprimés trop librement ». Elle dut retourner aux États-Unis en 1848 pour faire face à la demande de divorce déposée par son conjoint. Celui-ci plaida publiquement l'abandon dans son Statement auquel elle s'empressa de répondre par un texte intitulé Answer. Le divorce fut prononcé en 1849, laissant à Fanny Kemble la garde de ses filles deux mois dans l'année et une pension annuelle de 1 500 dollars.

#### Retour sur le devant de la scène
L'argent n'était toutefois pas la préoccupation première de Kemble qui rencontrait depuis son retour aux États-Unis un vif succès dans ses lectures de Shakespeare, dont elle n'hésitait pas à déclamer le texte original des pièces les plus audacieuses, alors qu'il était de coutume de ne jouer du dramaturge qu'une partie soigneusement choisie du répertoire ou de n'offrir au public qu'un texte expurgé des passages susceptibles de heurter les oreilles les plus chastes. Profitant de ce revirement de fortune, Kemble fit l'acquisition de la propriété de Tanglewood dans les Monts Berkshire où elle mena une vie affranchie des contraintes qui pesaient sur son sexe. Un de ses contemporains notait ainsi qu'« elle pêchait, portait d'amples pantalons, montait seule à cheval et corsait si bien son punch que toute la bonne société de la ville était un jour reparti passablement éméchée d'une de ses réceptions ».
La guerre de Sécession ayant détourné le public de ses représentations théâtrales, elle reprit une fois de plus le chemin de l'Angleterre en 1863. Un recueil de ses pièces de théâtre ainsi que son Journal of a Residence on a Georgian Plantation in 1838-1839 parurent cette année-là dans son pays d'origine. Ce dernier texte connut un retentissement d'autant plus grand que sa parution coïncida avec les discussions engagées au Parlement à propos du soutien à apporter aux belligérants américains. Le Royaume-Uni ne savait quel parti soutenir. Ces intérêts économiques dans le secteur textile l'incitait à soutenir le Sud, son principal pourvoyeur de coton, le rôle de porte-drapeau international de l'antiesclavagisme, qu'il assumait depuis qu'il avait lui-même aboli l'esclavage, à prendre le parti du Nord. Le Journal de Kemble joua un rôle non négligeable dans le débat public. Il fournissait un témoignage de première main sur les conditions de vie des esclaves du Sud. Kemble décrivait de manière poignante l'arbitraire qui régnait dans les plantations, ainsi que ses tentatives infructueuses pour améliorer le sort des captifs. Plusieurs députés ne manquèrent pas de citer à l'Assemblée des passages de l'ouvrage pour repousser l'idée d'un rapprochement avec la Confédération.
Personnalité désormais bien établie du monde des lettres, Kemble continua de 1863 à 1879 à naviguer régulièrement entre l'Angleterre et les États-Unis. Elle poursuivit l'édition de ses mémoires et établit à Londres un salon assez couru. Henry James, qu'elle avait rencontré à Rome en 1872 par l'intermédiaire de sa fille Sarah devint un de ses invités réguliers. Fanny lui inspira plusieurs nouvelles et son roman Washington Square, basé sur un épisode de la vie sentimentale de son frère. James considérait qu'elle était « la première femme de Londres...un volcan...qui écrit exactement comme elle parle ». Elle s'installa définitivement en Europe en 1879 et mourut à Londres en 1893,.

### Vie privée
Sa sœur cadette Adelaide Kemble a fait une fait une brillante carrière de cantatrice, son frère aîné John Mitchell Kemble est connu comme un universitaire, spécialiste de l'histoire des Anglo-Saxons, son frère cadet Henry Kemble atteint probablement par la syphilis est mort dans un asile d'aliénés

## Œuvres

### Journaux
- A Year of Consolation, Vol. 1, New York, Wiley & Putnam, 1847, rééd. 19 janvier 2019 aux éd. forgotten books, 302 p. (ISBN 9781331207245, lire en ligne),
- A Year of Consolation, Vol. 2, New York, Wiley & Putnam, 1847, rééd. 7 octobre 2018 aux éd. forgotten books, 344 p. (ISBN 9781334551093, lire en ligne),
- Records of Later Life, New York, Henry Holt, 1882, rééd. 17 mai 2018 aux éd. trieste publishing, 696 p. (ISBN 9780649687893, lire en ligne),
- Records of a girlhood, New York, Henry Holt, 1883, rééd. 9 septembre 2021 aux éd. legare street press, 626 p. (ISBN 9781014547552, lire en ligne),
- Journal of a Residence on a Georgian Plantation in 1838-1839, Chicago, Afro-Am Press, 1863, rééd. 1 mars 1984 aux éd. university of georgia press, 352 p. (ISBN 9780820307077, lire en ligne),
- Fanny Kemble : journal of a young actress, New York, Columbia University Press, 1er février 1990, 246 p. (ISBN 9780231070362, lire en ligne),

### Théâtre
- Francis The First - An Historical Drama, Philadelphie, W. Turner, 1832, rééd. 14 février 2018 aux éd. palala press, 86 p. (ISBN 9781377407562, lire en ligne),
- The Star Of Seville - A Drama. In Five Acts, New York, Saunders and Otley, 1837, rééd. 27 avril 2011 aux éd. lewis press, 154 p. (ISBN 9781446058503, lire en ligne),
- Notes Upon Some of Shakespeare's Plays, Londres, London Bentley, 1882, rééd. 29 avril 2018 aux éd. forgotten books, 186 p. (ISBN 9780332801001, lire en ligne),

### Recueil de poèmes
- Poems, Philadelphie, John Penington, 1844, rééd. 27 mai 2018 aux éd. trieste publishing, 158 p. (ISBN 9780649531875, lire en ligne)

### Récit
- Far away and long ago, Londres, Richard Bentley and Son, 1889, rééd. 23 avril 2018 aux éditions forgotten books, 336 p. (ISBN 9780243323845, lire en ligne),

### Autobiographie
- Eleanor Ransome (dir.) (préf. Eleanor Ransome), The Terrific Kemble : A Victorian Self-Portrait from the Writings of Fanny Kemble, Londres, Hamish Hamilton, 1978, 306 p. (ISBN 9780241898840, OCLC 4057000, lire en ligne),

### Traductions
- Mary Stuart translated from the german of Schiller et Mademoiselle de & Belle Isle translated from the french of Alexandre dumas, Londres, Longman, Green, Longman, Roberts, & Green, 1863, 626 p. (lire en ligne).

## Pour approfondir

#### Notices dans des encyclopédies et manuels de références
- (en-US) Paul Wilson Boyer (dir.), Notable American Women : A Biographical Dictionary, 1607-1950, vol. 2 : G-O, Cambridge, Massachusetts, Belknap Press of Harvard University Press (réimpr. 2014) (1re éd. 1971), 659 p. (ISBN 9780674288355, lire en ligne), p. 324-327. ,
- (en-GB) Una Pope-Hennessy, Three English Women In America, Londres, Century, coll. « Century Lives & Letters », 1987, 324 p. (ISBN 9780712617925, OCLC 17777399, lire en ligne), p. 113-208,
- (en-US) Suzanne Michele Bourgoin (dir.), Encyclopedia Of World Biography, vol. 8. Hoxha-Kierkegaard, Detroit, Michigan, Gale Research, 1998, 549 p. (ISBN 9780787622213, lire en ligne), p. 491,
- (en-US) John A. Garraty (dir.), American National Biography, vol. 12: Jeremiah - Kurtz, New York, Oxford University Press, USA, 1er janvier 1999, 955 p. (ISBN 9780195127911, lire en ligne), p. 542-544. ,
- (en-US) Anne Commire & Deborah Klezmer (dir.), Women in World History : A Biographical Encyclopedia, vol. 8. Jab-Kyt, Waterford, Connecticut, Yorkin Publications / Gale Cengage, 20 juillet 2000, 879 p. (ISBN 9780787640675, lire en ligne), p. 547-552. ,
- (en-US) Joanne L. Godwin (dir.), Encyclopedia of Women in American History, vol. 2. Civil War, western expansion, and industrialization, 1820-1900, Armonk, état de New York, Sharpe Reference, 1er mars 2002, 262 p. (ISBN 9780765680389, lire en ligne), p. 128-129,
- (en-GB) Brian Howard Harrison (dir.) et Lawrence Goldman (dir.), Oxford Dictionary of National Biography, vol. 31 : Kebell-Knowlys, Oxford, Royaume-Uni, Oxford University Press, 2004, 998 p. (ISBN 9780198614111, lire en ligne), p. 148-151. ,

#### Essais et biographies
- (en-GB) Dorothie Bobbe, Fanny Kemble, Londres, Elkin, Mathews & Marrot, 1931, 392 p. (OCLC 1882255, lire en ligne),
- (en-US) Margaret Armstrong, Fanny Kemble : A Passionate Victorian, New York, MacMillan (réimpr. 2005) (1re éd. 1938), 410 p. (ISBN 9781417989362, OCLC 1031639671, lire en ligne),
- (en-US) Laura Kerr, Footlights to Fame the Life of Fanny Kemble, New York, Funk & Wagnalls Company, Inc (réimpr. 2015) (1re éd. 1962), 232 p. (ISBN 9781341655449, OCLC 1301926, lire en ligne),
- (en-US) Leota S. Driver, Fanny Kemble, New York, Negro Universities Press, The University of North Carolina Press (réimpr. 2017) (1re éd. 1969), 312 p. (ISBN 9781469611877, OCLC 988851798, lire en ligne),
- (en-US) Robert Rushmore, Fanny Kemble, New York, Crowell-Collier Press, 1970, 230 p. (ISBN 9780027779202, OCLC 48068, lire en ligne),
- (en-US) Constance Wright, Fanny Kemble and the Lovely Land, New York, Dodd Mead (réimpr. 1974) (1re éd. 1972), 270 p. (ISBN 9780396066453, OCLC 520640, lire en ligne),
- (en-GB) Dorothy Marshall, Fanny Kemble, Londres et New York, St. Martin's Press (réimpr. 1978) (1re éd. 1977), 302 p. (ISBN 9780312281625, OCLC 123150169, lire en ligne),
- (en-US) Joseph Chamberlain Furnas, Fanny Kemble : Leading Lady of the Nineteenth Century Stage, New York, Dial Press, 1982, 526 p. (ISBN 9780385272087, OCLC 7614860, lire en ligne),
- (en-US) Mary M. Turner, Forgotten Leading Ladies of the American Theatre, Jefferson, Caroline du Nord, McFarland & Company, 1 mars  1990, rééd. 27 janvier 2014, 175 p. (ISBN 9780786493739, lire en ligne), p. 103-118,
- (en-US) Catherine Clinton, Fanny Kemble's Civil Wars, Simon & Schuster, 1er janvier 2000, 312 p. (ISBN 9780684844145, lire en ligne),
- (en-US) Deirdre David, Fanny Kemble : A Performed Life, Philadelphie, Pennsylvanie, University of Pennsylvania Press (réimpr. 2013) (1re éd. 2003), 384 p. (ISBN 9780812240238, OCLC 213499354, lire en ligne),
- (en-GB) Rebecca Jenkins, Fanny Kemble : A Reluctant Celebrity, Londres, Simon & Schuster,  Pocket Books (réimpr. 2006) (1re éd. 2005), 524 p. (ISBN 9780743209182, OCLC 57007688, lire en ligne),

#### Articles
- (en-US) Egbert S. Oliver, « Melville's Goneril and Fanny Kemble », The New England Quarterly, vol. 18, no 4,‎ décembre 1945, p. 489-500 (12 pages) (lire en ligne ),
- (en-US) Ellen Rambo Cowart, « Fanny Kemble in Georgia », The Georgia Review, vol. 8, no 3,‎ 1954, p. 324-330 (7 pages) (lire en ligne ),
- (en-US) Richard Beale Davis, « Hawthorne, Fanny Kemble, and "The Artist of the Beautiful" », Modern Language Notes, vol. 70, no 8,‎ décembre 1955, p. 589-592 (4 pages) (lire en ligne ),
- (en-US) Margaret Davis Cate, « Mistakes in Fanny Kemble's Georgia Journal », The Georgia Historical Quarterly, vol. 44, no 1,‎ mars 1960, p. 1-17 (21 pages) (lire en ligne ),
- (en-US) John A. Scott, « On the Authenticity of Fanny Kemble's Journal of a Residence on a Georgian Plantation in 1838-39 », The Journal of Negro History, vol. 46, no 4,‎ octobre 1961, p. 233-242 (10 pages) (lire en ligne ),
- (en-US) Clifford Ashby, « Fanny Kemble's "Vulgar" Journal », The Pennsylvania Magazine of History and Biography, vol. 98, no 1,‎ janvier 1974, p. 58-66 (9 pages) (lire en ligne ),
- (en-US) Winifred Morgan, « Morality, Esthetics and Irony : Survival in Fanny Kemble's 1839 "Journal" », CEA Critic, vol. 43, no 1,‎ novembre 1980, p. 35-38 (4 pages) (lire en ligne ),
- (en-US) Catherine Clinton, « Fanny Kemble's Journal: A Woman Confronts Slavery on a Georgia Plantation », Frontiers: A Journal of Women Studies, vol. 9, no 3,‎ 1987, p. 74-79 (6 pages) (lire en ligne ),
- (en-US) Julian Mason, « Fanny Kemble: The Actress as a Reader of Shakespeare », Shakespeare Bulletin, vol. Vol. 5/6,‎ décembre 1987, p. 22 (1 page) (lire en ligne ),
- (en-US) Blake Allmendinger, « Acting and Slavery: Representations of Work in the Writings of Fanny Kemble », The Mississippi Quarterly, vol. 41, no 4,‎ 1988, p. 507-513 (7 pages) (lire en ligne ),
- (en-GB) Tamara Follini, « The Friendship of Fanny Kemble and Henry James », The Cambridge Quarterly, vol. 19, no 3,‎ 1990, p. 230-242 (13 pages) (lire en ligne ),
- (en-US) Alison Booth, « From Miranda to Prospero: The Works of Fanny Kemble », Victorian Studies, vol. 38, no 2,‎ hiver 1995, p. 227-254 (28 pages) (lire en ligne ),